# حوزه‌های انتخابیه مجلس شورای اسلامی در استان خوزستان

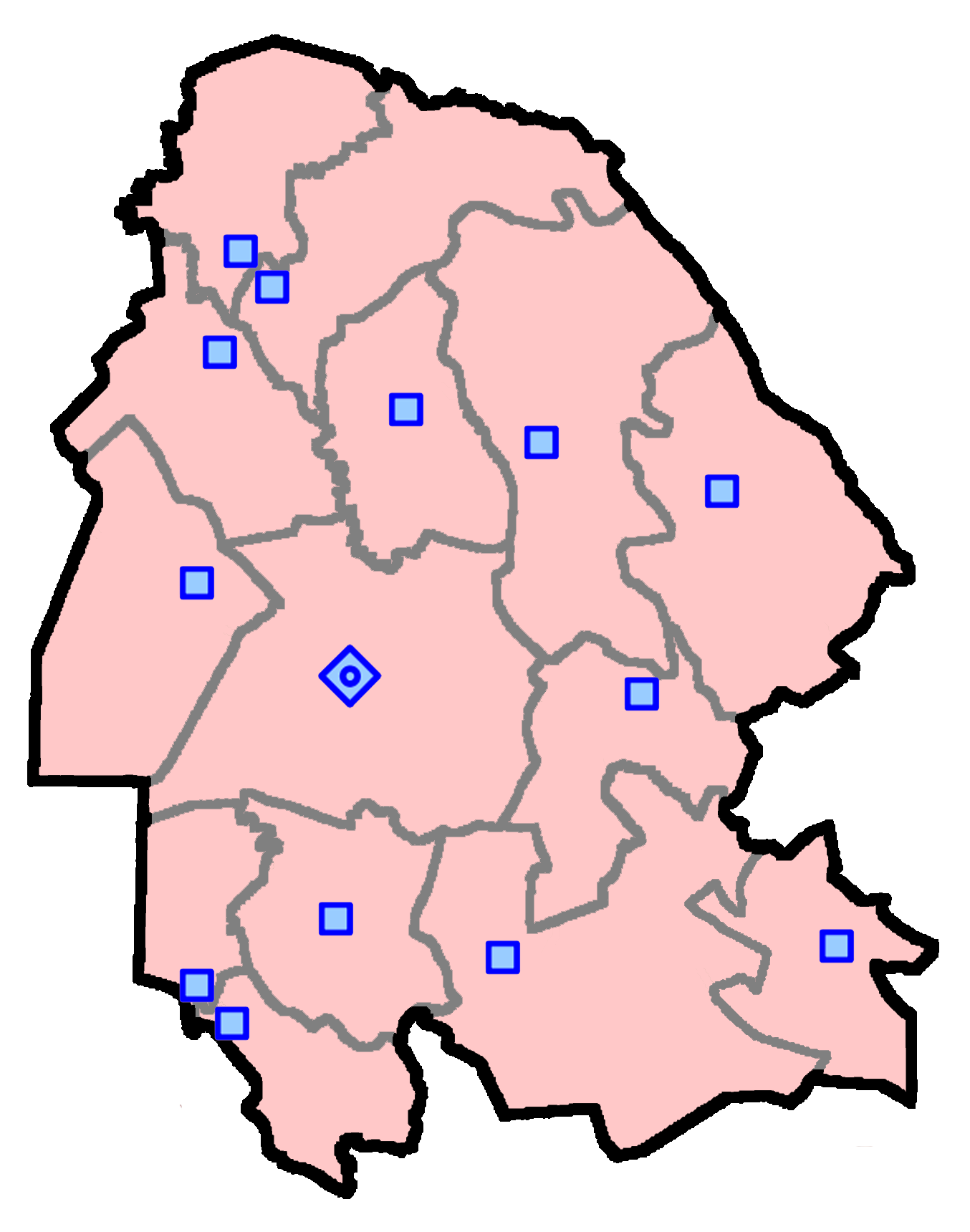

استان خوزستان ۱۴ حوزه برای انتخابات مجلس دارد که در مجموع ۱۸ نماینده را در بر می‌گیرد.
| #  | حوزه                                 | مرکز        | شهرستان‌ها   | مرکز - بخش‌ها                             | کرسی | نقشه | جمعیت   |
| -- | ------------------------------------ | ----------- | ----------- | ---------------------------------------- | ---- | ---- | ------- |
| ۱  | آبادان                               | آبادان      | آبادان      | شهر آبادان - مرکزی، اروندکنار            | ۳    |      | ۲۹۸۰۹۰  |
| ۲  | اندیمشک                              | اندیمشک     | اندیمشک     | شهر اندیمشک - مرکزی، الوار گرمسیری       | ۱    |      | ۱۷۱۴۱۲  |
| ۳  | اهواز، باوی، حمیدیه و کارون          | اهواز       | اهواز       | شهر اهواز - مرکزی                        | ۳    |      | ۱۵۵۸۷۰۹ |
| ۳  | اهواز، باوی، حمیدیه و کارون          | اهواز       | باوی        | شهر باوی - مرکزی، ویس                    | ۳    |      | ۱۵۵۸۷۰۹ |
| ۳  | اهواز، باوی، حمیدیه و کارون          | اهواز       | حمیدیه      | شهر حمیدیه - مرکزی، گمبوعه               | ۳    |      | ۱۵۵۸۷۰۹ |
| ۳  | اهواز، باوی، حمیدیه و کارون          | اهواز       | کارون       | شهر کوت عبداله - مرکزی، سویسه            | ۳    |      | ۱۵۵۸۷۰۹ |
| ۴  | ایذه و باغملک و دزپارت               | ایذه        | ایذه        | شهر ایذه ، مرکزی ، سوسن                  | ۱    |      | ۳۰۴۲۵۵  |
| ۴  | ایذه و باغملک و دزپارت               | ایذه        | باغملک      | شهر باغملک ، مرکزی ، صیدون ، میداوود     | ۱    |      | ۳۰۴۲۵۵  |
| ۴  | ایذه و باغملک و دزپارت               | ایذه        | دزپارت      | شهر دهدز ، مرکزی ، قارون                 | ۱    |      | ۳۰۴۲۵۵  |
| ۵  | بندر ماهشهر، امیدیه، هندیجان و جولکی | بندر ماهشهر | بندر ماهشهر | شهر بندر ماهشهر - مرکزی، بندر امام خمینی | ۱    |      | ۴۲۷۳۶۸  |
| ۵  | بندر ماهشهر، امیدیه، هندیجان و جولکی | بندر ماهشهر | امیدیه      | شهر امیدیه - مرکزی، جایزان               | ۱    |      | ۴۲۷۳۶۸  |
| ۵  | بندر ماهشهر، امیدیه، هندیجان و جولکی | بندر ماهشهر | هندیجان     | شهر هندیجان - مرکزی، چم خلف عیسی         | ۱    |      | ۴۲۷۳۶۸  |
| ۵  | بندر ماهشهر، امیدیه، هندیجان و جولکی | بندر ماهشهر | آغاجاری     | جولکی                                    | ۱    |      | ۴۲۷۳۶۸  |
| ۶  | بهبهان و آغاجاری                     | بهبهان      | بهبهان      | شهر بهبهان - مرکزی، زیدون، تشان          | ۱    |      | ۱۹۸۲۴۷  |
| ۶  | بهبهان و آغاجاری                     | بهبهان      | آغاجاری     | شهر آغاجاری - مرکزی                      | ۱    |      | ۱۹۸۲۴۷  |
| ۷  | خرمشهر                               | خرمشهر      | خرمشهر      | شهر خرمشهر - مرکزی، مینو                 | ۱    |      | ۱۷۰۹۷۶  |
| ۸  | دزفول                                | دزفول       | دزفول       | شهر دزفول- مرکزی، سردشت، چغامیش، شهیون   | ۱    |      | ۴۴۳۹۷۱  |
| ۹  | دشت آزادگان و هویزه                  | سوسنگرد     | دشت آزادگان | شهر سوسنگرد ، مرکزی ، بستان              | ۱    |      | ۱۴۶۸۷۵  |
| ۹  | دشت آزادگان و هویزه                  | سوسنگرد     | هویزه       | شهر هویزه ، مرکزی ، نیسان                | ۱    |      | ۱۴۶۸۷۵  |
| ۱۰ | رامهرمز و رامشیر                     | رامهرمز     | رامهرمز     | شهر رامهرمز - مرکزی                      | ۱    |      | ۱۶۷۷۸۰  |
| ۱۰ | رامهرمز و رامشیر                     | رامهرمز     | رامشیر      | شهر رامشیر - مرکزی، مشراگه               | ۱    |      | ۱۶۷۷۸۰  |
| ۱۱ | شادگان                               | شادگان      | شادگان      | شهر شادگان - مرکزی، خنافره               | ۱    |      | ۱۳۸۴۸۰  |
| ۱۲ | شوش و کرخه                           | شوش         | شوش         | شهر شوش ، مرکزی ، فتح‌المبین              | ۱    |      | ۲۰۵۷۲۰  |
| ۱۲ | شوش و کرخه                           | شوش         | کرخه        | شهر الوان مرکزی ، شاوور                  | ۱    |      | ۲۰۵۷۲۰  |
| ۱۳ | شوشتر و گتوند                        | شوشتر       | شوشتر       | شهر شوشتر - مرکزی، شادروان               | ۱    |      | ۲۵۷۴۹۶  |
| ۱۳ | شوشتر و گتوند                        | شوشتر       | گتوند       | شهر گتوند - مرکزی، عقیلی                 | ۱    |      | ۲۵۷۴۹۶  |
| ۱۴ | مسجد سلیمان، اندیکا، لالی و هفتکل    | مسجد سلیمان | مسجد سلیمان | شهر مسجد سلیمان - مرکزی                  | ۱    |      | ۲۲۱۱۳۰  |
| ۱۴ | مسجد سلیمان، اندیکا، لالی و هفتکل    | مسجد سلیمان | اندیکا      | شهر قلعه خواجه - مرکزی، آبژدان، چلو      | ۱    |      | ۲۲۱۱۳۰  |
| ۱۴ | مسجد سلیمان، اندیکا، لالی و هفتکل    | مسجد سلیمان | لالی        | شهر لالی - مرکزی، حتی                    | ۱    |      | ۲۲۱۱۳۰  |
| ۱۴ | مسجد سلیمان، اندیکا، لالی و هفتکل    | مسجد سلیمان | هفتکل       | شهر هفتکل - مرکزی، رغیوه                 | ۱    |      | ۲۲۱۱۳۰  |

## پی‌نوشت و منبع
1. ↑  این بخش تا مرداد ۱۳۹۱ دهستانی در تابعیت بخش جایزان شهرستان امیدیه بوده‌است. با تأسیس شهرستان آغاجری این دهستان به بخش ارتقا یافت و بدین شهرستان پیوست. ولی هنوز جزو همین حوزه است

- «جدول حوزه‌های انتخابیه در انتخابات نهمین دورهٔ مجلس شورای اسلامی» (PDF). مرکز پژوهش و سنجش افکار صدا و سیما. بایگانی‌شده از اصلی (PDF) در ۵ اكتبر ۲۰۱۸. دریافت‌شده در ۲ ژانویه ۲۰۱۶. تاریخ وارد شده در |archive-date= را بررسی کنید (کمک)
- «طرح اصلاح قانون تعیین محدودهٔ حوزه‌های انتخاباتی مجلس شورای اسلامی». مرکز پژوهش‌های مجلس شورای اسلامی. ۲۰ تیر ۱۳۹۱. بایگانی‌شده از اصلی در ۲۲ ژوئیه ۲۰۱۵. دریافت‌شده در ۲ ژانویه ۲۰۱۶.
- «جدول ۲۰۷ حوزهٔ انتخابیهٔ مجلس دهم». وزارت کشور. بایگانی‌شده از اصلی در ۲۳ مارس ۲۰۱۶. دریافت‌شده در ۲۷ مارس ۲۰۱۶.